# Béchir Bennaceur
Pour les articles homonymes, voir Bennaceur.
Béchir Bennaceur (arabe : بشير بن ناصر), né le 30 novembre 1945 à Gafsa et mort le 17 janvier 2002, est un médecin tunisien.
Professeur à la faculté de médecine de Tunis et chef du service de médecine infantile à l'hôpital d'enfants de Bab Saadoun, il est l'un des pionniers de la gastro-entérologie pédiatrique en Tunisie en raison de la mise en place des bases de la réanimation et l'alimentation artificielle dans le domaine de la pédiatrie. 

Il a été l'un des élèves d'une figure de la pédiatrie en Tunisie, Béchir Hamza, qui déclara à propos de Bennaceur : 
« C'est mon fils spirituel, il correspondait à mon tempérament, nous nous sommes côtoyés jusqu'à ses derniers instants de vie, où il a refusé l'acharnement thérapeutique. »